# Anders Nilsson (compositeur)
Pour les articles homonymes, voir Anders Nilsson.
Anders Nilsson (né le 6 juillet 1954, à Stockholm) est un compositeur suédois.

## Biographie
Nilsson a étudié la musique en privé de 1970 à 1971, a suivi l'enseignement de musique de l'école secondaire de 1971 à 1973, 'enseignement de musique de Birkagårdens folkhögskola de 1973 à 1975 et a étudié la composition à l'École royale supérieure de musique de Stockholm avec le professeur Gunnar Bucht (1979-1983).
Il a fait ses débuts en tant que compositeur avec la première partie de la trilogie Trois Pièces pour grand orchestre à Copenhague en 1981. Il a composé de la musique orchestrale, y compris trois symphonies, plusieurs concertos et de musique de chambre ainsi que trois opéras: le premier opéra Klassresan dont il a écrit le livret a été créé en 2003. Le second, Zarah (qui aborde la période où Zarah Leander vivait dans l'Allemagne nazie, avec un livret de Claes Fellbom (en)), a été créé en 2007 au Folkoperan (en) à Stockholm. Zarah a été joué 52 fois et a été vu par plus de 25 000 personnes (82 % de billets vendus en moyenne). Le troisième opéra, Kira -. I huset där jag Bor (Kira - dans la maison où je vis) qui a été créé en 2013 en collaboration avec Charlotte Engelkes et Sophie Holgersson, est un opéra qui traite les phénomènes communs de l'évolution des droits de location aux droits de propriété, et ce qui arrive aux anciens locataires et de leur façon de considérer les autres locataires qui n'ont pas assez d'argent pour acheter leurs appartements.

## Œuvres

### Musique orchestrale
- Trois pièces pour soli, chœur, grand orchestre et bande magnétique (1980–83)
- Aurora pour 11 cordes seules (1987)
- Cadenze per orchestra da camera (1989)
- Sinfonietta (1992)
- Aus Duino pour mezzosoprano, piano et orchestre de chambre (1994)
- Symphonie no 1 (1996)
- Mind the Gap!, ouverture (1997)
- Symphonie no 2 Symfoniska danser: Genesis; A Lost Paradise; Apocalypse and Apotheosis (2000–01)
- Jordens drömmar gröna pour baryton et orchestre sur un texte de Torsten Pettersson (2006)
- Zarah-svit pour orchestre (2008)
- Requiem pour baryton solo, chœur et orchestre (2009–10)

### Concertos
- Ariel pour hautbois, cordes et bande (1985–86)
- Concerto pour orgue et orchestre (Sinfonia concertante) (1987–88)
- Concerto grosso no 1 pour quatuor de saxophones et orchestre (1995)
- Concerto pour Piano no 1 (1997)
- Concerto pour marimba et orchestre (1998)
- Orbit (Concert grosso no 2) pour 6 percussionnistes et orchestre à cordes (2002)
- Concerto pour Violon (2011)

### Opéra
- Klassresan, opéra en un acte sur livret écrit par le compositeur (2002–03)
- ZARAH, opéra en deux actes sur livret de Claes Fellbom (2004–06)
- Kira – i huset där jag bor sur livret de Charlotte Engelkes et Sophie Holgersson (2012–13)

### Musique de chambre/ensemble
- Reflections, Trois chansons pour soprano et ensemble de chambre (1982)
- Divertimento pour ensemble de chambre (1991)
- Krasch! pour quatuor de saxophones, six percussion et bande (1993)
- Pianotrio pour violon, violoncelle et piano (1998)
- The Angel, Quatuor pour violon, clarinette, violoncelle et piano (1999)
- The Dance of the Angel pour violon, clarinette et piano (arrangemang av tredje satsen i "The Angel") (1999/08)
- Serenade, Concerto de chambre pour violoncelle et quintette à vent (2000)
- Quatuor à cordes no 1 (2001)
- Ballade pour cor anglais et piano (2004)
- Lamento pour orgue, flûte et violoncelle (2004)
- Quatuor à cordes no 2 (2004)
- Phonetasy pour quatuor de saxophones (2008)
- Fanfares pour quintette de cuivres et ensemble de cuivres (2009)
- Sonate pour violon et piano (2009)
- Cellofantasie pour violoncelle solo (2010)

### Musique vocale
- Reflections, Trois chansons pour soprano et ensemble de chambre (1982)
- Aria pour soprano et orgue (1985/86)
- Elegische Fragmente, une cantate solo pour mezzosoprano, piano et live-électronique/tape (1991)
- Aus Duino pour mezzosoprano, piano et orchestre de chambre (1994)
- Jordens drömmar gröna pour baryton et orchestre sur un texte de Torsten Pettersson (2006)
- Requiem pour baryton, chœur (SATB) et orchestre (2009–10)

### Musique chorale
- Lux aeterna pour chœur mixte, soprano et orgue (1994)
- Urworte, Orphisch pour chœur mixte sur un texte de Goethe (2009)
- Requiem pour baryton, chœur (SATB) et orchestre (2009–10)

### Percussion
- Krasch! pour quatuor de saxophones, six percussions et bande (1993)
- Rounds pour marimba et six percussions (1996)
- Orbit (Concerto grosso no 2) 6 percussions et orchestre à cordes (2002)

### Piano
- Résonance (1984)
- Les cloches de la nuit, preludium (1987)
- Fem orkestrala stycken för piano (1990)

### Orgue
- Mountains (La cathedrale du mont) (1984)
- Wedding-Music & Appendix: Air (1989)
- Partita (1992)
- Fanfare & Intrada (1996)
- Lamento pour orgue, flûte et violoncelle (2004)

### Guitare
- Spegeln / Le miroir (1980)

### Musique électroacoustisque
- Stonehenge (1982)

## Sources de la traduction
- (en)/(sv) Cet article est partiellement ou en totalité issu des articles intitulés en anglais « Anders Nilsson (composer) » (voir la liste des auteurs) et en suédois « Anders Nilsson (tonsättare) » (voir la liste des auteurs).